# Biathlon-Weltcup 1986/87
In der Saison 1986/87 wurde der Biathlon-Weltcup zum 10. Mal ausgetragen. Der Weltcup bestand aus jeweils sechs Einzel-, Sprint und Staffelrennen für Männer und wurde an sechs Veranstaltungsorten ausgetragen. Die sechs Weltcupveranstaltungen fanden Hochfilzen, Borowez, Antholz, Ruhpolding, Canmore und Lillehammer statt. Die Weltmeisterschaften fanden für die Männer im US-amerikanischen Lake Placid und für die Frauen im finnischen Lahti statt, die Ergebnisse gingen jedoch nicht in die Weltcup-Wertung ein. In diesem Weltcup gab es erstmals eine offizielle Nationenwertung.
Den Gesamtweltcup bei den Männern gewann Frank-Peter Roetsch vor Fritz Fischer und Jan Matouš.

## Lage der Austragungsorte
|  |

| Borowez |

|  |

|  |

| Lillehammer |

|  |

| Borowez |

|  |

|  |

| Lillehammer |

| Hochfilzen |

| Antholz |

| Ruhpolding |

| Hochfilzen |

| Antholz |

| Ruhpolding |

| \| Canmore \|                       |
| Lage des Austragungsortes in Kanada |
| Canmore                             |

| Canmore |

## Resultate
| 1. Weltcup in Hochfilzen, 17. bis 21. Dezember 1986 | 1. Weltcup in Hochfilzen, 17. bis 21. Dezember 1986 | 1. Weltcup in Hochfilzen, 17. bis 21. Dezember 1986                        | 1. Weltcup in Hochfilzen, 17. bis 21. Dezember 1986                                           | 1. Weltcup in Hochfilzen, 17. bis 21. Dezember 1986      |
| --------------------------------------------------- | --------------------------------------------------- | -------------------------------------------------------------------------- | --------------------------------------------------------------------------------------------- | -------------------------------------------------------- |
| Datum                                               | Disziplin                                           | Erster Platz                                                               | Zweiter Platz                                                                                 | Dritter Platz                                            |
| 17. Dezember 1986 (Mi.)                             | Einzel (20 km)                                      | Waleri Medwedzew                                                           | František Chládek                                                                             | Alexander Popow                                          |
| 20. Dezember 1986 (Sa.)                             | Sprint (10 km)                                      | Roger Westling                                                             | Frank-Peter Roetsch                                                                           | Franz Schuler                                            |
| 21. Dezember 1986 (So.) ?                           | Staffel (4 × 7,5 km)                                | SowjetunionDmitri Wassiljew Alexander Popow Waleri Medwedzew Andrei Senkow | Deutsche Demokratische RepublikJürgen Wirth Frank-Peter Roetsch Jens Steinigen André Sehmisch | NorwegenThomassen Geir Einang Eirik Kvalfoss Gisle Fenne |

| 2. Weltcup in Borowez, 8. bis 11. Januar 1987 | 2. Weltcup in Borowez, 8. bis 11. Januar 1987 | 2. Weltcup in Borowez, 8. bis 11. Januar 1987                              | 2. Weltcup in Borowez, 8. bis 11. Januar 1987 | 2. Weltcup in Borowez, 8. bis 11. Januar 1987 |
| --------------------------------------------- | --------------------------------------------- | -------------------------------------------------------------------------- | --------------------------------------------- | --------------------------------------------- |
| Datum                                         | Disziplin                                     | Erster Platz                                                               | Zweiter Platz                                 | Dritter Platz                                 |
| 8. Januar 1987 (Do.)                          | Einzel (20 km)                                | Jan Matouš                                                                 | Fritz Fischer                                 | Waleri Medwedzew                              |
| 10. Januar 1987 (Sa.)                         | Sprint (10 km)                                | Fritz Fischer                                                              | Dmitri Wassiljew                              | Waleri Medwedzew                              |
| 11. Januar 1987 (So.) ?                       | Staffel (4 × 7,5 km)                          | Sowjetunion 1Dmitri Wassiljew Idanowitsch Waleri Medwedzew Alexander Popow | Sowjetunion 2                                 | Tschechoslowakei                              |

| 3. Weltcup in Antholz, 15. bis 18. Januar 1987 | 3. Weltcup in Antholz, 15. bis 18. Januar 1987 | 3. Weltcup in Antholz, 15. bis 18. Januar 1987 | 3. Weltcup in Antholz, 15. bis 18. Januar 1987 | 3. Weltcup in Antholz, 15. bis 18. Januar 1987           |
| ---------------------------------------------- | ---------------------------------------------- | ---------------------------------------------- | ---------------------------------------------- | -------------------------------------------------------- |
| Datum                                          | Disziplin                                      | Erster Platz                                   | Zweiter Platz                                  | Dritter Platz                                            |
| 15. Januar 1987 (Do.)                          | Einzel (20 km)                                 | Frank-Peter Roetsch                            | Alexander Popow                                | Anatoli Schdanowitsch                                    |
| 17. Januar 1987 (Sa.)                          | Sprint (10 km)                                 | Alexander Popow                                | Frank-Peter Roetsch                            | Dmitri Wassiljew                                         |
| 18. Januar 1987 (So.) ?                        | Staffel (4 × 7,5 km)                           | Sowjetunion 1                                  | Sowjetunion 2                                  | DDR 2Birk Anders Frank Luck Jens Steinigen Raik Dittrich |

| 4. Weltcup in Ruhpolding, 22. bis 25. Januar 1987 | 4. Weltcup in Ruhpolding, 22. bis 25. Januar 1987 | 4. Weltcup in Ruhpolding, 22. bis 25. Januar 1987                            | 4. Weltcup in Ruhpolding, 22. bis 25. Januar 1987                                           | 4. Weltcup in Ruhpolding, 22. bis 25. Januar 1987     |
| ------------------------------------------------- | ------------------------------------------------- | ---------------------------------------------------------------------------- | ------------------------------------------------------------------------------------------- | ----------------------------------------------------- |
| Datum                                             | Disziplin                                         | Erster Platz                                                                 | Zweiter Platz                                                                               | Dritter Platz                                         |
| 22. Januar 1987 (Do.)                             | Einzel (20 km)                                    | Andrei Senkow                                                                | Fritz Fischer                                                                               | Ernst Reiter                                          |
| 24. Januar 1987 (Sa.)                             | Sprint (10 km)                                    | Fritz Fischer                                                                | Jan Matouš                                                                                  | Eirik Kvalfoss                                        |
| 25. Januar 1987 (So.) ?                           | Staffel (4 × 7,5 km)                              | BR DeutschlandErnst Reiter Herbert Fritzenwenger Georg Fischer Fritz Fischer | Deutsche Demokratische RepublikFrank Luck Frank-Peter Roetsch Matthias Jacob André Sehmisch | ČSSR / DDRJürgen Wirth Köhler Jens Steinigen Kusmenko |

| 5. Weltcup in Canmore, 19. bis 22. Februar 1987 | 5. Weltcup in Canmore, 19. bis 22. Februar 1987 | 5. Weltcup in Canmore, 19. bis 22. Februar 1987                              | 5. Weltcup in Canmore, 19. bis 22. Februar 1987                                       | 5. Weltcup in Canmore, 19. bis 22. Februar 1987 |
| ----------------------------------------------- | ----------------------------------------------- | ---------------------------------------------------------------------------- | ------------------------------------------------------------------------------------- | ----------------------------------------------- |
| Datum                                           | Disziplin                                       | Erster Platz                                                                 | Zweiter Platz                                                                         | Dritter Platz                                   |
| 19. Februar 1987 (Do.)                          | Einzel (20 km)                                  | Waleri Medwedzew                                                             | Matthias Jacob                                                                        | André Sehmisch                                  |
| 21. Februar 1987 (Sa.)                          | Sprint (10 km)                                  | Alexander Popow Juri Kaschkarow                                              |                                                                                       | Peter Angerer                                   |
| 22. Februar 1987 (So.) ?                        | Staffel (4 × 7,5 km)                            | SowjetunionDmitri Wassiljew Juri Kaschkarow Alexander Popow Waleri Medwedzew | Deutsche Demokratische RepublikJürgen Wirth Birk Anders Jens Steinigen André Sehmisch | Finnland                                        |

| 6. Weltcup in Lillehammer, 12. bis 15. März 1987 | 6. Weltcup in Lillehammer, 12. bis 15. März 1987 | 6. Weltcup in Lillehammer, 12. bis 15. März 1987                                              | 6. Weltcup in Lillehammer, 12. bis 15. März 1987 | 6. Weltcup in Lillehammer, 12. bis 15. März 1987 |
| ------------------------------------------------ | ------------------------------------------------ | --------------------------------------------------------------------------------------------- | ------------------------------------------------ | ------------------------------------------------ |
| Datum                                            | Disziplin                                        | Erster Platz                                                                                  | Zweiter Platz                                    | Dritter Platz                                    |
| 12. März 1987 (Do.)                              | Einzel (20 km)                                   | Matthias Jacob                                                                                | Frank-Peter Roetsch                              | André Sehmisch                                   |
| 14. März 1987 (Sa.)                              | Sprint (10 km)                                   | Peter Angerer                                                                                 | André Sehmisch                                   | Frank-Peter Roetsch                              |
| 15. März 1987 (So.) ?                            | Staffel (4 × 7,5 km)                             | Deutsche Demokratische RepublikJürgen Wirth Frank-Peter Roetsch Matthias Jacob André Sehmisch | Norwegen                                         | BR Deutschland                                   |

### Weltcupstände
| Rang | Name                | Punkte | Siege |
| ---- | ------------------- | ------ | ----- |
| 01   | Frank-Peter Roetsch | 188    | 1     |
| 02   | Fritz Fischer       | 183    | 2     |
| 03   | Jan Matouš          | 166    | 1     |
| 04   | Waleri Medwedzew    | 163    | 2     |
| 05   | Alexander Popow     | 154    | 2     |
| 06   | André Sehmisch      | 152    | 0     |
| 07   | Matthias Jacob      | 144    | 1     |
| 08   | Eirik Kvalfoss      | 142    | 0     |
| 09   | Ernst Reiter        | 140    | 0     |
| 10   | Dmitri Wassiljew    | 131    | 0     |

| Rang | Land                            | Punkte | Siege |
| ---- | ------------------------------- | ------ | ----- |
| 01   | Deutsche Demokratische Republik | 5473   | 3     |
| 02   | Sowjetunion                     | 5262   | 9     |
| 03   | BR Deutschland                  | 5262   | 4     |
| 04   | Österreich                      | 4048   | 0     |
| 05   | Norwegen                        | 3914   | 0     |
| 06   | Tschechoslowakei                | 3541   | 1     |
| 07   |                                 |        |       |
| 08   |                                 |        |       |
| 09   |                                 |        |       |
| 10   |                                 |        |       |

### Tabelle
| Rang | Name                  | Punkte |
| ---- | --------------------- | ------ |
| 01   | Frank-Peter Roetsch   | 188    |
| 02   | Fritz Fischer         | 183    |
| 03   | Jan Matouš            | 166    |
| 04   | Waleri Medwedzew      | 163    |
| 05   | Alexander Popow       | 154    |
| 06   | André Sehmisch        | 152    |
| 07   | Matthias Jacob        | 144    |
| 08   | Eirik Kvalfoss        | 142    |
| 09   | Ernst Reiter          | 140    |
| 10   | Dmitri Wassiljew      | 131    |
| 11   | Tapio Piipponen       | 127    |
| 12   | Anatoli Schdanowitsch | 123    |
| 13   | Gisle Fenne           | 115    |
| 14   | Juri Kaschkarow       | 110    |
| 15   | Alfred Eder           | 101    |
| 16   | Georg Fischer         | 99     |
| 17   | Herbert Fritzenwenger | 84     |
| 18   | Wladimir Welitschkow  | 78     |
| 19   | Jiří Holubec          | 68     |
| 20   | Frode Løberg          | 68     |
| 21   | Peter Angerer         | 66     |
| 22   | Josh Thompson         | 63     |
| 23   | Andrei Senkow         | 62     |
| 24   | Franz Schuler         | 58     |
| 25   | Zdeněk Hák            | 57     |
| 26   | Jürgen Wirth          | 53     |
| 27   | Øivind Nerhagen       | 53     |
| 28   | Andrei Nepein         | 50     |
| 29   | Harri Eloranta        | 49     |
| 30   | Johann Passler        | 48     |

| Rang | Name                    | Punkte |
| ---- | ----------------------- | ------ |
| 31   | Sergei Antonow          | 43     |
| 32   | František Chládek       | 43     |
| 33   | Jens Steinigen          | 43     |
| 34   | Birk Anders             | 40     |
| 35   | Andreas Zingerle        | 39     |
| 36   | Antero Lähde            | 39     |
| 37   | Francis Mougel          | 37     |
| 38   | Geir Einang             | 34     |
| 39   | Sverre Istad            | 33     |
| 40   | Werner Kiem             | 30     |
| 41   | Gottlieb Taschler       | 30     |
| 42   | Roger Westling          | 30     |
| 43   | Ralf Göthel             | 27     |
| 44   | Helmut Tengg            | 21     |
| 45   | Frank Luck              | 21     |
| 46   | Eric Claudon            | 20     |
| 47   | Maik Dietz              | 19     |
| 48   | Anton Lengauer-Stockner | 17     |
| 49   | Andreas Heymann         | 16     |
| 50   | Juha Tella              | 15     |
| 51   | Roberto Marchesi        | 14     |
| 52   | Hervé Flandin           | 14     |
| 53   | Jörg Hausberger         | 14     |
| 54   | Leif Andersson          | 13     |
| 55   | Olaf Wagner             | 12     |
| 56   | Lionel Laurent          | 12     |
| 57   | Steffen Hauswald        | 12     |
| 58   | Xavier Blond            | 11     |
| 59   | Lutz Triebel            | 11     |
| 60   | Hervé Balland           | 11     |

| Rang | Name                | Punkte |
| ---- | ------------------- | ------ |
| 61   | Alois Reiter        | 11     |
| 62   | Walter Hörl         | 10     |
| 63   | Bjårne Thomassen    | 9      |
| 64   | Tiovo Mäkikyrö      | 9      |
| 65   | Marius Beyeler      | 9      |
| 66   | Franz Wudy          | 8      |
| 67   | Jaromír Šimůnek     | 6      |
| 68   | Christian Dumont    | 6      |
| 69   | Risto Moisejeff     | 5      |
| 70   | Willie Carow        | 5      |
| 71   | Sergei Tschepikow   | 4      |
| 72   | Waleri Kirijenko    | 4      |
| 73   | Wasil Bogilow       | 3      |
| 74   | Hristo Kowatschki   | 3      |
| 75   | Egon Leitner        | 3      |
| 76   | Peter Sjödén        | 2      |
| 77   | Sven Borner         | 2      |
| 78   | Pieralberto Carrara | 1      |